# Parafia św. Andrzeja Apostoła w Witowie
Parafia Świętego Andrzeja Apostoła w Witowie – parafia rzymskokatolicka, znajdująca się w diecezji włocławskiej, w dekanacie piotrkowskim. 